# دربند (خوانسار)
دربند هي قرية في مقاطعة خوانسار، إيران. يقدر عدد سكانها بـ 10 نسمة بحسب إحصاء 2016.